# Black 47
Black 47 es una película dramática irlandesa de 2018 dirigida por Lance Daly y escrita por PJ Dillon, Pierce Ryan, Eugene O'Brien junto con el propio cineasta. La producción está inspirada en el cortometraje An Ranger.
El filme está ambientado en la época de la gran hambruna. Un ranger irlandés combatiente junto con el Ejército Británico deserta de su puesto para reunirse con su familia, sin embargo, al regresar a casa es testigo de las penurias por las que tiene que pasar la población.
El 2 de marzo de 2018 tuvo lugar el estreno en la Berlinale y cuatro meses después llegaría a las salas de cine irlandesas donde obtuvo un notable éxito de taquilla.

## Argumento
Hannah (Hugo Weaving) es un veterano del Ejército Británico que ejerce de investigador para la RIC. Mientras sometía a un miembro del movimiento Joven Irlanda a un brutal interrogatorio, este pierde los estribos y mata al prisionero al que pretendía sonsacar la identidad de sus cómplices. En consecuencia es arrestado y sentenciado a la horca.
En 1847, Martin Feeney (James Frecheville) es un antiguo Ranger de Connaught quien tras servir en Afganistán e India regresa a Connemara. Una vez allí es testigo del peor año desde que empezó la gran hambruna. Feeney descubre que su madre ha fallecido de inanición y su hermano ha sido ejecutado en la horca después de haber apuñalado al agente de impuestos mientras trataba de impedir el desahucio de su familia. Sin ningún hogar en el que hospedarse, se va a vivir con Ellie (Sarah Greene), viuda de su hermano y que junto con tres niños ocupan una de las pocas casas que aún siguen en pie. Sin embargo, antes de que pudiesen abandonar la propiedad, varios agentes del arrendador anglo-irlandés local y otros miembros de la RIC llegan a la zona con la intención de expulsarles. Durante el desalojo la casa es destruida y Feeney contempla una vez más la brutalidad de las autoridades.
Una vez está siendo interrogado por la RIC en el cuartel, mata a sus captores e incendia las barracas para después volver a lo que queda de casa donde descubre los cuerpos de su cuñada e hija sin vida a causa del frío.
El suceso de las barracas atrae la atención de las autoridades británicas, las cuales encomiendan a Pope (Freddie Fox) la misión de atrapar a Feeney con la ayuda de Hannah, quien acepta a cambio de que le perdonen la sentencia. Junto a ellos viajan también un joven e idealista soldado llamado Hobson (Barry Keoghan) y Conneely (Stephen Rea), lugareño de la zona dispuesto a hacer de intérprete. 
Una vez en marcha, empiezan a seguir los pasos de Feeney, el cual está decidido en ajusticiar a aquellos a los que considera responsables de las muertes de sus seres queridos.

## Reparto
- Hugo Weaving es Hannah
- James Frecheville es Feeney
- Jim Broadbent es Lord Kilmichael
- Stephen Rea es Conneely
- Freddie Fox es Pope
- Moe Dunford es Fitzgibbon
- Barry Keoghan es Hobson
- Sarah Greene es Ellie
- Andrew Bennett es Beartla
- Colm Seoighe es Swineherd
- Ronan O'Connor es Red McCormack
- Ciaran Grace es Ó Sé
- Dermot Crowley es Juez Bolton
- Sheila Moylette es Registrador
- Aidan McArdle es Cronin
- Michael Reed es Campesino (inacreditado)

## Producción
La producción recibió financiación de varias compañías privadas y públicas, entre las que se encuentran Irish Film Board, Film Fund Luxembourg y Council of Europe's Eurimages. Es a su vez una adaptación del cortometraje de 2008 An Ranger, también dirigido y escrito por PJ Dillon junto con Pierce Ryan.
El título del filme hace referencia al año más duro durante la hambruna, la cual provocó que la población irlandesa se viese diezmada a causa de las muertes, ya sea por hambre o enfermedades, como por la emigración a otros países en búsqueda de una mejor calidad de vida.
En una entrevista concedida al magazine Film in Dublin, Daly comentó que "[hasta entonces] no se había llevado la gran hambruna a las pantallas" a pesar del gran significado en la historia irlandesa y añadió: "dada la singularidad del tema, nuestro equipo artístico como el técnico sintieron la necesidad de realizar una película no solo histórica, sino emocionalmente verdadera". Posteriormente, en una conferencia de prensa en la Berlinale, admitió que "fue bastante difícil de mostrar los horrores de la época al mismo tiempo que hacer justicia a lo sucedido".

### Casting
El 29 de noviembre de 2016 se anunció el reparto artístico, entre los que se encuentran Hugo Weaving, Jim Broadbent y James Frecheville.
Para prepararse para el papel, Frecheville: australiano de origen, tuvo que aprender irlandés. En una entrevista declaró que interpretar al personaje supuso todo un desafío:

No soy muy bueno a la hora de aprender otros idiomas, así que elegir uno que muy pocos hablan fue bastante difícil, aunque aprobé algunos exámenes. Aun así debo ver lo que piensa el público

Keoghan, quien para prepararse para su personaje, reveló que tuvo que limitar su alimentación, la cual tuvo que depender de bebidas azucaradas para perder peso.
En cuanto a los extras, una semana antes se llevó a cabo varias audiciones en el Temple Bar de Dublín. También se hizo otra el 11 de enero del año siguiente.

### Rodaje y música
El rodaje tuvo lugar entre el 28 de noviembre y 22 de diciembre de 2016. Y después entre el 6 y el 28 de enero de 2017 en los condados de Wicklow, Kildare y Connemara.

En cuanto a la composición musical, fue compuesta por Brian Byrne. Anteriormente había trabajado junto con Daly para la producción El buen doctor.

## Recepción

### Estreno
Aparte de la berlinale, el 9 de mayo de 2018 se presentó el film en el Festival de Cannes. Tres meses antes se estrenaría en el Festival Internacional de Cine de Dublín y en otros tantos de Irlanda como el de Dingle, Galway Film Fleadh, y en Irlanda del Norte: Festival de Belfast. También se realizó una proyección especial en el Irish Film Institute como parte de la exposición de la hambruna en el arte y la cinematografía.
Su estreno en América tuvo lugar en Toronto el 6 de septiembre de 2018.
La premier del tráiler fue el 27 de julio de 2018.
El 7 de septiembre de 2018 fue el estreno del filme en las salas de cine siendo Wildcard [en Irlanda] la principal distribuidora. El día 28 Altitude Film y StudioCanal se encargaron de la distribución de la producción en Reino Unido y IFC Films en Estados Unidos.

### Taquilla
A finales de septiembre, la película había recaudado más de un millón de euros en Irlanda. En su estreno recaudó 444.000 euros siendo el estreno más taquillero desde Brooklyn en 2015.
Es a su vez la película más taquillera hasta la fecha.

### Críticas
Las críticas recibidas fueron por lo general positivas respecto a la descripción que se hizo en la película sobre la hambruna irlandesa, el uso del idioma local, el estilo visual reflejado con crudeza y las actuaciones de los protagonistas principales. Por otro lado, otros medios se mostraron más críticos y alegaron que el film estaba sesgado.
Donald Clark del The Irish Times y Paul Whitington de The Independent puntuaron la película con cuatro de cinco estrellas respectivamente.
Glenn Kenny del The New York Times describió Black 47 como "una obra brillantemente realizada en la que se hizo uso de la hambruna de 1847 como escenario principal y que avanzaba a buen ritmo". Más crítico se mostró Simran Hans de The Guardian, quien valoró la producción con dos estrellas de cinco. Por el contrario, Peter Bradshaw, del mismo medio, valoró el filme con cuatro estrellas y alabó la actuación de Frecheville y el argumento.
Niall O'Dowd de Irish Central calificó la película de "esencial para los irlando-estadounidenses": "es una película obligatoria para todos aquellos que aprecien sus raices e historia", y añadió: "de aquel genocidio, surgió la semilla de la nación irlandesa que germinó por el mundo".
Simon Abrams de RogerEbert.com fue más crítico y comparó el argumento con "una película de Rambo con trajes de época". En cuanto al personaje interpretado por Frecheville, lo definió como un personaje "cuyas únicas cualidades son las ansias por matar" y que va dirigido a aquellos irlandeses con sentimientos antibritánicos.
De similar opinión fue la reseña de Alistair Harness de The Scotsman, quien consideró el film como "un intento de Braveheart a la irlandesa con una historia sesgada sobre una tragedia humana convertida en película de acción". Otros medios ingleses como The Times y The Daily Telegraph calificaron la producción de "absurdez de acción".